# Речка (приток Уши)
Речка (бел. Рэчка) — малая река в Борисовском и Червенском районах Минской области Белоруссии, левый приток реки Уша.
Длина реки — 8,8 км. Берёт начало примерно в 2 км к северо-западу от деревни Новищино. Течёт в южном направлении по открытой местности, правый берег местами покрыт молодыми лесопосадками. Через километр поворачивает на юго-восток и, пересекая небольшой заболоченный лесок, 750 метров спустя опять сворачивает к югу, немного отклоняясь на юго-восток. Через менее чем 500 метров меняет направление на южное-юго-восточное и придерживается его на протяжении 1,2 км. Правый берег речки занимает осушенное болото, кое-где покрытое кустарником и молодым лесом, левый — скашиваемые луга. Далее она поворачивает на юго-восток, двигаясь в течение 1,25 км по открытой местности, лишь огибая справа небольшой лесной массив. После этого поворачивает на юг и через 850 метров принимает небольшой правый приток. В этом месте русло реки, подпруженное автодорогой Н-9953, расширяется до 30, а её притока — до 65 метров (в весенний период). Левый берег Речки занимает лесной массив. Приняв приток, река поворачивает на юго-восток и пересекает автодорогу Н-9953, образующую на ней запруду. Далее движется по лесному массиву, пойма реки сначала покрыта древесно-кустарниковой растительностью, ниже по течению становится сильно заболоченной. Водоток, делая крупный изгиб на юго-запад и образуя множество извилин, на протяжении последних 2,8 км придерживается юго-восточного направления. Приближаясь к деревне Градно, выходит из лесного массива, пойма опять покрывается древесно-кустарниковой растительностью. Впадает в Ушу в северо-восточной части деревни Градно. На протяжении 6 километров от истока русло реки канализировано. В настоящее время течение в канализированном участке реки может отсутствовать, в этот период она представляет собой обычный мелиоративный канал.